# Lee (priimek)
Lee je priimek več oseb:
- Alec Wilfred Lee, britanski general
- Amy Lee (Amy Lynn Lee Hartzler) (*1981), ameripka pevka
- Brandon (Bruce) Lee (1965–1993), ameriški igralec
- Bruce Lee (1940–1973), ameriško-hongkonški kung fu borec in igralec
- Charles Lee (general)
- Charles Lee (tožilec)
- Christopher Lee (1922–2015), angleški igralec
- Ernest Alister Lee (1893–1942), britanski general
- Robert Edward Lee (1807–1870) - ameriški konfederacijski general
- Shelton Jackson - "Spike" Lee (*1957), ameriški filmski režiser
- Stanlake Swinton Lee, britanski general
- Tsung-Dao Lee (1926–2024), kitajsko-ameriški fizik